# 西山潤
西山 潤（にしやま じゅん、1998年〈平成10年〉7月12日 - ）は、日本の俳優。神奈川県出身。スターダストプロモーション制作3部所属。

## 略歴
小学1年生の時、恵比寿で家族で食事をしていた際にスターダストプロモーションから スカウトを受け芸能界入り。

## 人物
- 趣味:バイク、ギター、ボイストレーニング [1]
- 特技:スポーツ（球技全般・水泳）、バク宙バク転など体を動かすこと[1]

## 出演

### テレビドラマ
- スシ王子! 第5話・第6話（2007年8月24日・31日、テレビ朝日） - 磯貝タクミ 役
- 大河ドラマ（NHK）
  - 天地人（2009年） - 玉丸（上杉定勝の幼少期） 役
  - いだてん〜東京オリムピック噺〜（2019年） - 宮崎康二 役[4]
  - どうする家康（2023年） - 北条氏直 役[5]
- DOCTORS〜最強の名医〜 第4話（2011年11月17日、テレビ朝日） - 夏木俊 役
- 恋愛ニート〜忘れた恋のはじめ方（2012年1月 - 3月、TBS） - 木下樹 役[6]
- ぼくの夏休み（2012年7月2日 - 8月31日、東海テレビ） - 上条栄次郎 役
- 大奥〜誕生［有功・家光篇］（2012年10月 - 12月、TBS） - 鶴千代 / 稲葉正則 役
- 潜入探偵トカゲ 第2話（2013年4月25日、TBS） - 四条悠人 役
- よろず占い処 陰陽屋へようこそ（2013年10月8日 - 12月17日、関西テレビ） - 高坂史尋 役
- 運命に、似た恋（2016年9月23日 - 11月11日、NHK総合） - 桜井つぐみ 役[7]
- 三匹のおっさん 第8話（2017年3月10日、テレビ東京） - 柏木卓也 役
- CRISIS 公安機動捜査隊特捜班 第3話（2017年4月25日、フジテレビ） - 藤崎誠二 役
- 先に生まれただけの僕（2017年10月 - 12月、日本テレビ） - 川口将生 役[8]
- コールドケース2 〜真実の扉〜 第3話（2018年10月27日、WOWOW） - 野々宮広志（成年期） 役
- 福岡恋愛白書14 天神ラブソング （2019年3月22日、九州朝日放送） - 山下直斗 役[9]
- 坂の途中の家（2019年4月27日 - 6月1日、WOWOW） - 若木浩輔 役[10]
- ひみつ×戦士 ファントミラージュ! 第40話（2020年1月12日、テレビ東京） - 東手成人 役
- だれかに話したくなる山本周五郎日替わりドラマ（2021年2月18日・19日、NHK BSプレミアム） - 藤島英之助 役・成信 役
- ドラゴン桜 第2シリーズ（2021年4月25日 - 6月27日、TBS） - 小橋辰徳 役[11]
- ひとりで飲めるもん!（2021年6月4日 - 7月23日、WOWOW） - 赤塚康之 役[12]
- 正体 第1話（2022年3月12日、WOWOW） - 千川 役
- 卒業タイムリミット（2022年4月4日 - 5月12日、NHK総合） - 荻生田隼平 役[13]
- 初恋の悪魔（2022年7月16日 - 9月24日、日本テレビ） - 出口玲雄 役[14][15]
- 記憶捜査3〜新宿東署事件ファイル〜 第5話（2022年12月2日、テレビ東京） - 矢井田修 役
- Get Ready! 第3話（2023年1月22日、TBS） - 恩田英次 役[16]
- ホスト相続しちゃいました 第3話 - 最終話（2023年5月2日 - 7月4日、関西テレビ・フジテレビ） - エル 役
- VIVANT 第6話・第7話・第9話・最終話（2023年8月20日・27日・9月10日・17日、TBS） - 熊谷一輝 役[17][18]
- こういうのがいい（2023年10月30日 - 12月18日、朝日放送テレビ） - 主演・村田元気 役[19][20]
- 好きやねんけどどうやろか（2024年1月12日 - 3月15日、読売テレビ） - 主演・曽我久志 役（簡秀吉とのダブル主演）[21]
- 笑うマトリョーシカ（2024年6月28日 - 9月6日、TBS） - 鈴木俊哉 役（学生時代）[22]
- オクトー 〜感情捜査官 心野朱梨〜 Season2 第7話（2024年11月14日、読売テレビ・日本テレビ系） - 設楽優吾 役[23]
- あらばしり（2025年1月10日 - 3月28日、読売テレビ） - 一歩己 役[24]
- アンサンブル 第3話・第4話（2025年2月1日・8日、日本テレビ） - 佐竹竜也 役
- 119エマージェンシーコール 第3話（2025年2月3日、フジテレビ） - 江上翔 役
- 風のふく島 第8話（2025年3月1日、テレビ東京） - 高橋 役[25]
- しあわせは食べて寝て待て（2025年4月1日 - 5月27日、NHK総合） - 八つ頭仁志 役[26]
- 明日はもっと、いい日になる（2025年7月7日 - 、フジテレビ） - 梶合気 役[27]

### ネット配信
- 電報日和 第3話「仲間へのメッセージ」[28]（2011年11月4日 - 、フジテレビ） - 伊沢隼人 役
- AKBラブナイト 恋工場 第6話「密室LOVE」（2016年5月5日 - 、ビデオパス・テレ朝動画） - 赤沢 役
- 逃亡料理人ワタナベ 第7話・第8話（2019年5月、ひかりTV） - 呉直輝 役
- イケMEN！～3分だけのキュン彼氏～ 第8話（2021年12月30日、Spotify、オーディオドラマ） - 冷徹教師の彼・ダイキ 役[29]

### 映画
- サイレン 〜FORBIDDEN SIREN〜（2006年2月11日公開、東宝） - 天本英夫 役
- クリアネス（2008年2月公開）
- 20世紀少年 3部作（東宝） - ケンヂ（幼少） 役
  - 20世紀少年 <第1章>終わりの始まり（2008年8月30日公開）
  - 20世紀少年 <第2章>最後の希望（2009年1月31日公開）
  - 20世紀少年 <最終章>ぼくらの旗（2009年8月29日）
- 空色物語「王様と羊」（2011年11月29日、東宝） - 河口壮太 役
- みなさん、さようなら（2013年1月26日、ファントム・フィルム） - 中学生 役
- おかあさんの木（2015年6月6日、東映） - 田村六郎 役[30][31]
- 心が叫びたがってるんだ。（2017年7月22日、アニプレックス） - 三嶋樹 役[32]
- 鬼ガール!!（2020年10月16日一般公開[注 1]、SDP） - 鬼瓦大鉄（若年期） 役[33]
- ターコイズの空の下で（2021年2月26日、マジックアワー / マグネタイズ） - 若き日の三郎 役[34]
- 風の奏の君へ（2024年6月7日、ナカチカピクチャーズ） - 実紀 役[35]
- BATTLE KING!! Map of The Mind -序奏・終奏-（2025年2月14日・3月14日、SDP） - 柴田風磨 役[36]

### 舞台
- 劇団時間制作プロデュース公演 第二弾 舞台「ヒミズ」（2021年9月18日 - 26日、Mixalive YOKYO 「Theater Mixa」） - 主演・住田祐一 役[37]
- 朗読劇「Nのために」（2023年10月15日、山野ホール） - 西崎真人 役[38]
- ポート・オーソリティ-港湾局-（2024年3月28日 - 31日、シアタートラム）[39]

### CM
- ツインリンクもてぎ 企業（2007年）
- バンダイ Let's TVプレイ 悟空&ルフィーコラボ（2008年）
- 読売新聞東京本社 読売中高生新聞（2014年 - ）
- オランジーナ オランジーナ先生篇（2016年5月 - ）
- 大和証券 大和証券グループTVCM『TODAY IS THE DAY』（2024年4月 - ）

### DVD
- 本当は怖い童謡 あめふり編（2008年）

### PV
- 岡本真夜×大橋卓弥（from スキマスイッチ）『明日ハレルヤ!』（2008年）
- FUNKY MONKEY BABYS　「LOVE SONG」（2011年） - ノボル（幼少）役
- 遊助「檸檬」（2013年）